# Srđan Ristić
Srđan Ristić (serbisch-kyrillisch Срђан Ристић; * 24. Juli 1980 in Belgrad, SFR Jugoslawien) ist ein ehemaliger serbischer Eishockeyspieler.         

## Karriere
Srđan Ristić begann seine Karriere als Eishockeyspieler in seiner Heimatstadt in der Nachwuchsabteilung des HK Roter Stern Belgrad. In der Spielzeit 1998/99 debütierte er beim HK Vojvodina Novi Sad in der jugoslawischen Eishockeyliga und wurde auf Anhieb mit seinem Klub Landesmeister. Im Folgejahr spielte er bei Tas Novi Grad Belgrad. Anschließend wechselte er zu seinem Stammverein HK Roter Stern Belgrad zurück, mit dem er 2005 serbisch-montenegrinischer Meister wurde. Von 2008 bis 2017 spielte Ristić beim HK Partizan Belgrad in der serbischen Eishockeyliga und wurde bis 2016 in jedem Jahr serbischer Meister. Zudem spielte er von 2009 bis 2012 für seinen Klub in der slowenisch dominierten Slohokej Liga, die 2011 und 2012 gewonnen wurde. Neben seinen Einsätzen für Partizan spielte er 2016/17 auch für den HK Belgrad in der multinationalen MOL Liga. In der Saison 2017/18 spielte er für den HK NS Stars in der serbischen Eishockeyliga, danach wechselte er zum KHK Roter Stern Belgrad.

### International
Für Jugoslawien nahm Ristić an den U18-D-Europameisterschaften 1996 und 1997 und der U18-C-Europameisterschaft 1998 sowie der U20-D-Weltmeisterschaft 1999 und der U20-C-Weltmeisterschaft 2000 teil. 
Im Herrenbereich debütierte Ristić in der jugoslawischen Auswahl bei der C-Weltmeisterschaft 2000. 2004 und 2005 vertrat er Serbien und Montenegro in der Division II. Anschließend war er für die serbische Mannschaft aktiv und spielte mit ihr 2007, 2011, 2012, 2013, 2015, 2016 und 2017 in der Division II. Zudem nahm er für Serbien an den Qualifikationsturnieren für die Olympischen Winterspiele 2014 in Sotschi und 2018 in Pyeongchang teil.

## Erfolge und Auszeichnungen
- 1997 Aufstieg in die C-Gruppe bei der U18-D-Europameisterschaft
- 1999 Aufstieg in die C-Gruppe bei der U20-D-Weltmeisterschaft
- 1999 Jugoslawischer Meister mit dem HK Vojvodina Novi Sad
- 2005 Serbisch-Montenegrinischer Meister mit dem HK Roter Stern Belgrad
- 2009 Serbischer Meister mit dem HK Partizan Belgrad
- 2010 Serbischer Meister mit dem HK Partizan Belgrad
- 2011 Serbischer Meister mit dem HK Partizan Belgrad
- 2011 Gewinn der Slohokej Liga mit dem HK Partizan Belgrad
- 2012 Serbischer Meister mit dem HK Partizan Belgrad
- 2012 Gewinn der Slohokej Liga mit dem HK Partizan Belgrad
- 2013 Serbischer Meister mit dem HK Partizan Belgrad
- 2014 Serbischer Meister mit dem HK Partizan Belgrad
- 2015 Serbischer Meister mit dem HK Partizan Belgrad
- 2016 Serbischer Meister mit dem HK Partizan Belgrad

## Slohokej Liga-Statistik
(Stand: Ende der Saison 2011/12)